# Сангай (индийский правитель)
Сангай — индийский правитель IV века до н. э.

## Биография
По всей видимости, Сангай находился в зависимом положении от правителя Певкелаотиды Астиса. Но затем, по свидетельству Арриана, «перебежал от Астиса к Таксилу». По предположению канадского исследователя В. Хеккеля, выступление Астиса против македонян могло быть вызвано именно страхом перед Сангаем. После поражения и гибели Астиса от македонской армии под предводительством Гефестиона и Пердикки и их союзников Александр Македонский назначил Сангая правителем земель, ранее подчинённых Астису. В административном плане Сангай подчинялся сначала Филиппу, сыну Махата, а затем Пифону, сыну Агенора.
О дальнейшей судьбе Сангая исторические источники не сообщают.